# Paryphoconus leei
Paryphoconus leei är en tvåvingeart som beskrevs av Gustavo R. Spinelli och Wirth 1984. Paryphoconus leei ingår i släktet Paryphoconus och familjen svidknott.
Artens utbredningsområde är Colombia. Inga underarter finns listade i Catalogue of Life.